# Película de 9,5 mm

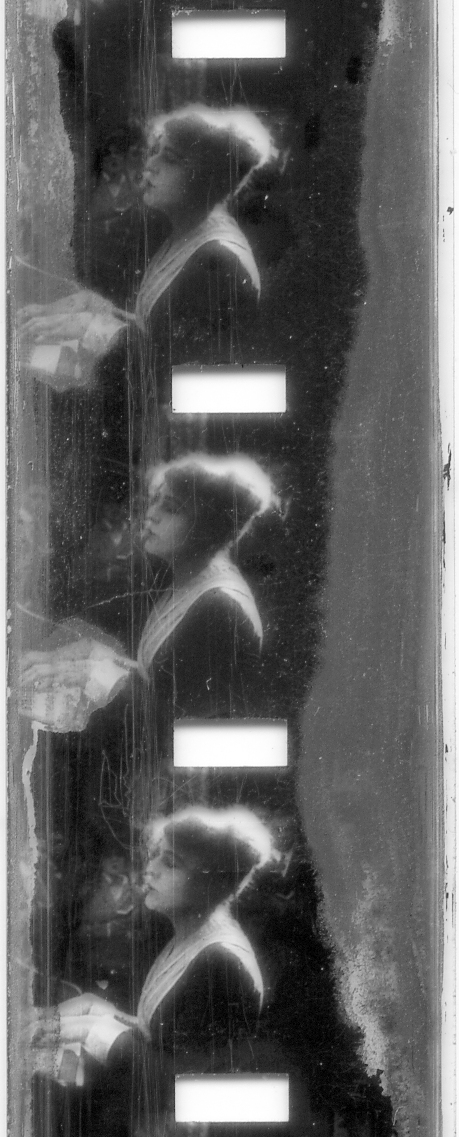
Película de 9,5 mm

La película de 9,5 milímetros es un formato de cine amateur introducido por Pathé Frères en el año 1922. Originalmente fue ideada con el propósito de realizar copias de películas comerciales para el uso doméstico, aunque poco después sería creada una cámara con dicho formato. La cinta tiene una única perforación situada en la parte central, diferenciándose así, por ejemplo, del formato de 8 mm, que tiene una única perforación a cada lado de la cinta. El hecho de tener una única perforación permite utilizar una superficie más grande de la cinta para la captación de imágenes y, también, facilita el arrastre de la película a la cámara o el proyector. Que esta sea central no molesta al espectador, ya que es invisible a los ojos porque los agujeros se sitúan entre fotograma y fotograma, sin afectar al resultado.

## Historia

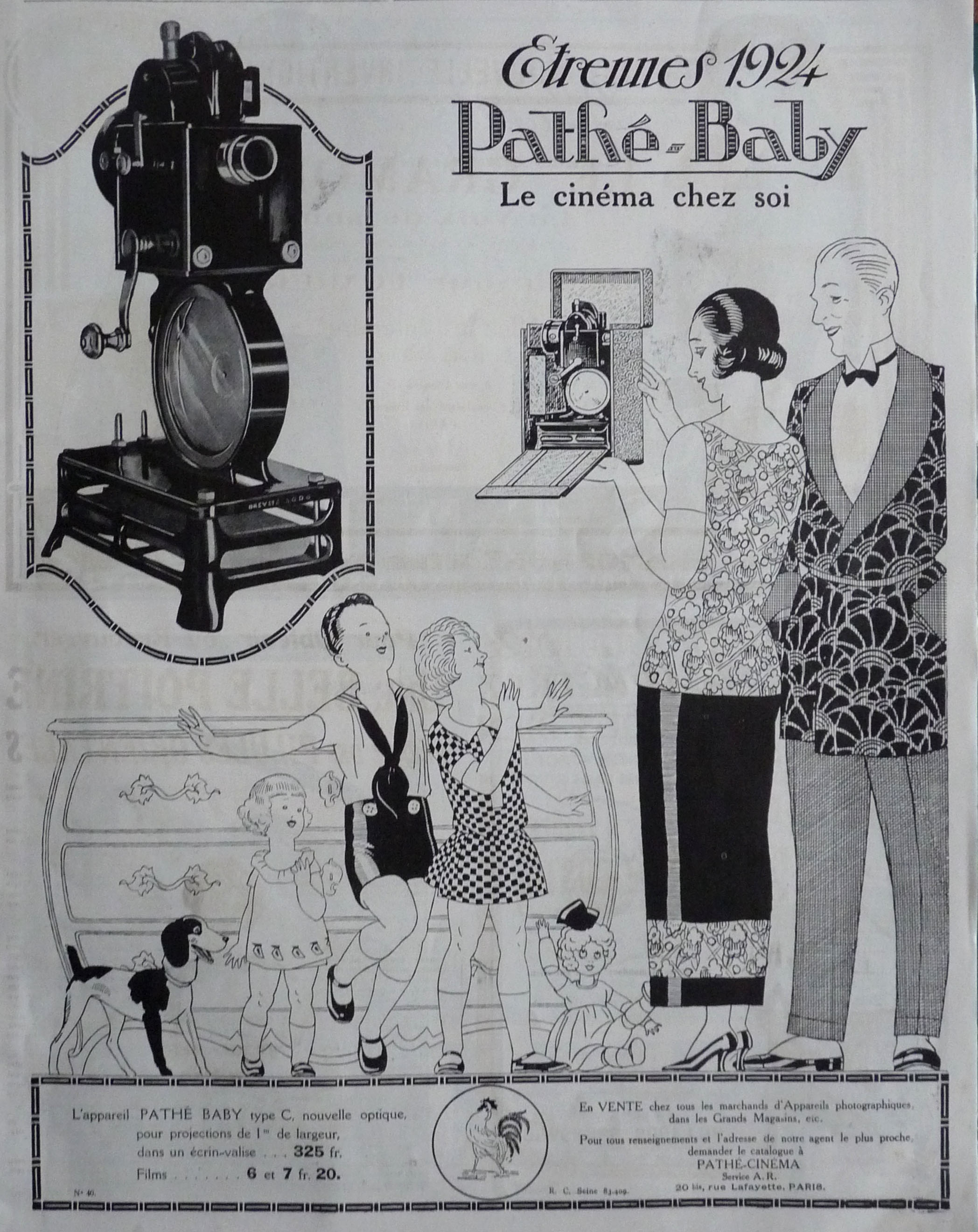
Propaganda del proyector Pathé Baby

El formato 9,5 mm fue usado por primera vez por la empresa Pathé Frères como parte del sistema Pathé Baby, que comenzó a ser comercializado a partir de las navidades del año 1922. La empresa desarrolló este tipo de película porqué permitía hacer tres copias simultáneas de una cinta de 35 mm, cosa que permitía ahorrar en material fotográfico.
Durante las siguientes décadas, se popularizó en toda Europa y se llegaron a vender más de 300.000 proyectores de 9,5 mm tan solo en Francia y Reino Unido. La empresa francesa Pathescope, propiedad del mismo Pathé Frères, se dedicó a distribuirlas en formato de 9,5 mm para uso doméstico hasta el año 1960, cuando la empresa tuvo que cerrar.
Hoy en día, aún hay gente aficionada que rueda películas con dicho formato. A pesar de ello, estas son muy difíciles de encontrar.

## Formato
El formato utiliza una única perforación central (orificio de rueda dentada) entre cada par de fotogramas, al contrario de la película de 8mm, que tiene perforaciones a lo largo de un borde. Y por otro lado, la mayoría de los formatos de película tienen perforaciones en cada lado de la imagen. El único agujero permitió que se usara más película para la imagen real, y de hecho, el área de la imagen es casi del mismo tamaño que la película de 16 mm. La perforación en la película es invisible para los espectadores, ya que el obturador intermitente bloquea la luz a medida que la película se desplaza a través de la puerta hacia el siguiente marco.
Medía 9.5mm de ancho, por lo que se podían hacer tres tiras de película a partir de una tira de película de 35 mm no perforada. Además, a la hora de duplicar películas, este formato facilitó el proceso, pues sólo se debía de procesar una tira.
El sistema de proyección incorporó una forma de guardar películas en títulos que no se mueven. Con este método, 10 segundos de tiempo de pantalla estaban disponibles para 1 fotograma de película, en lugar de los 140 fotogramas requeridos si la película se proyectaba a la velocidad normal. El mismo principio fue utilizado por el sistema 'Agfa Family' de la cámara Super 8 y el proyector en 1981 para proporcionar imágenes fijas en lugar de títulos.

## Pathescope
Pathescope Ltd era, en Inglaterra, el distribuidor de cámaras y proyectores que empleaban película de 9.5mm. En torno a la Segunda Guerra Mundial, el indicador fue utilizado por entusiastas que querían hacer películas caseras y mostrar películas comercialmente hechas en casa. Pathescope produjo un gran número de versiones caseras de películas relevantes, como las caricaturas de Mickey Mouse y Betty Boop; características clásicas como Blackmail de Alfred Hitchcock; y comedias de estrellas tan conocidas como Laurel y Hardy, y Chaplin. Un elemento destacable en el catálogo de Pathescope fueron las películas de montaña alemanas anteriores a la guerra, elaboradas por directores como G. W. Pabst, Leni Riefenstahl y Fritz Lang, que atrajeron a muchos coleccionistas de películas.
La película para cinematografía doméstica solía suministrarse en rollos de aproximadamente 30 pies (9 m) de largo y encerrados en un "cargador'', pero también estaba disponible la carga de carrete (50 pies / 15 m o 30 m). Antes de la guerra, la película más popular era la reversión Ortho, Después de la guerra, la película pancromática se volvió más habitual, y alrededor de 1953, incluso Kodachrome I estuvo disponible, aunque tardó semanas en procesarse en París. La película de color Pathescope (en realidad hecha por Ferrania), se introdujo en la década de 1950, cuando, además, se produjeron varias cámaras y proyectores (los más exitosos incluyendo la cámara Pathescope H y el proyector Gem). El sonido óptico fue introducido para marcos de 9.5 mm en 1938, pero los esfuerzos para producir una biblioteca de películas de sonido fueron interrumpidos por la Guerra. La pista óptica resultó en un formato de cuadro bastante cuadrado para la imagen.

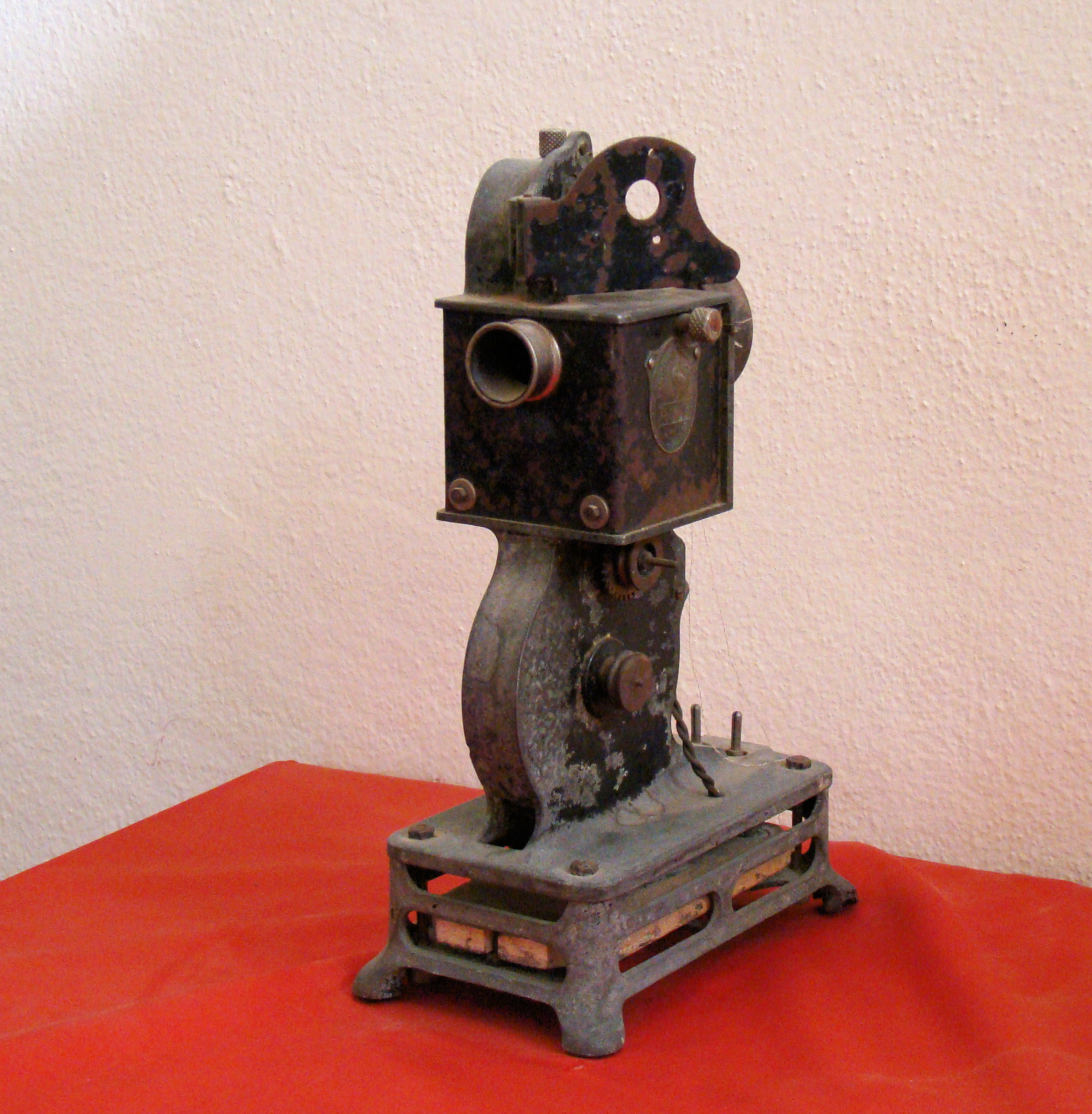
1920. Creado por la compañía Pathe, para proyectar películas de 9.5 mm

Después de la guerra, el calibre de 9,5 mm sufrió una fuerte competencia por la película de 8 mm de Kodak, creada en 1965. No obstante, la resolución del marco de 8 mm era mucho más pobre, ya que tan sólo podría contener una cuarta parte de la información de los marcos de 9,5 mm o 16 mm. Aun así, el marco de 8 mm, fue adoptado por un público más amplio, en parte debido al poder comercial de sus patrocinadores y al costo mucho más bajo de Kodachrome procesado en Inglaterra. Pathescope se encontró luchando por mantener su lugar en el mercado, y en 1959 hubo una compra de trabajadores y un cambio de nombre a Pathescope (Great Britain) Ltd. La nueva compañía produjo una cámara Prince de 9,5 mm fabricada por Smiths Industries, y un proyector Princess de baja potencia. En 1960 la empresa entró en liquidación. Sin embargo, el indicador a pervivido gracias a un grupo dedicado de entusiastas que han utilizado métodos como volver a perforar la película de 16 mm para proporcionar suministros continuos de material.

## Problemas
La perforación central de la película de 9,5 mm no se puede sostener en la puerta de la cámara o el proyector de la misma manera que las perforaciones de 8 o 16 mm. Se causaron muchos daños a las impresiones de 9,5 mm de los primeros proyectores de juguetes baratos que carecían de la unidad de piñón habitual que requería que la garra descendente hiciera todo el trabajo de transporte de la película. Sin embargo, muchas películas muy viejas de 9,5 mm aún están en buenas condiciones, lo que prueba que el ingenioso sistema utilizado por el medidor no tiene la culpa.

## Especificaciones técnicas
- Tamaño de la imagen: 6,5 x 8,5 mm
- Área de la imagen: 55,25 mm²
- Tirada vertical
- Una única perforación por fotograma
- Fotogramas por metro: 135,1
- Duración de la película: 4 minutos (30 metros de película a 16 FPS)